# マルティナ・チルニアンスカ
マルティン・チルニアンスカ（Martyna Czyrniańska、2003年10月13日 - ）は、ポーランドの女子バレーボール選手。ポジションはアウトサイドヒッター。ポーランド代表。

## 来歴

### クラブチーム
クリニツァ＝ズドルイ出身。アンダーカテゴリーのクラブチームを経て、2021年6月、グルパ・アゾティ・チェミック・ポリツェに入団。2021/22シーズンのタウロンリーガで優勝した。2022/23シーズンはポーランドカップで優勝、欧州チャンピオンズリーグに出場した。2023年5月、トルコのエジザージュバシュへの移籍が発表され、2023/24シーズンのトルコリーグで準優勝、欧州チャンピオンズリーグは3位となった。2024年5月、Bahçelievler Belediyesporでプレーすることが発表された。

### 代表チーム
アンダーカテゴリーの代表として2020年U-19欧州選手権で5位となった。2021年のU-21世界選手権ではエースとしてチームを牽引し、6位となった。同年にシニア代表へ初選出され、同年4月のチェコとの親善試合でデビューした。同年9月の欧州選手権に出場した。2023年、ネーションズリーグに出場し銅メダルを獲得した。同年9月のパリ五輪予選に出場した。2024年、パリ五輪の最終メンバーに選出され、本大会では6位となった。

## 球歴
- オリンピック - 2024年
- ネーションズリーグ - 2021年、2022年、2023年、2024年、2025年
- パリ五輪予選 - 2023年
- 欧州選手権 - 2021年

## 所属クラブ
- グルパ・アゾティ・チェミック・ポリツェ（2021-2023年）
- エジザージュバシュ（2023-2024年）
- Bahçelievler Belediyespor（2024年-）